# CG畫風
CG畫風是一種透過電腦圖學所繪製成的獨特的繪畫風格，以日本為最大宗開始發展；此畫風它有著較為獨特的風格，別不同於其他的畫法，如印象派等，色彩較為鮮豔亮麗，與任何繪畫方式，如水彩等，都無法比上它的細膩與精緻,且線條較為明顯，較廣應用於動漫或動畫的製作；但它的繪畫風格與CG動畫的相關技術的費用則較為昂貴，所以一般人是無法承擔的起，但它也有別於一般傳統的攝影，可以將相同的場面揮發的淋淋盡致，同時也兼具相當的品質與水準，所以應用範圍較為廣闊。

## 歷史
在西元前直到西元後的現今，在歐洲等地，出現了不少有名的畫家，也有叫令人驚艷的達文西所繪的蒙娜麗莎，與莫內的《日出》也較為出名，當時以油畫或水彩等的方式繪畫；在到了西元20世紀前後的電腦發明為止，電腦製圖被受到了重視，而在現今電腦製圖則廣泛應用於工程領域與繪畫領域（如CG作畫等），則有許人應用於動畫或動漫的製作方面，其以中現今日本所製作的優秀品質的應用則較為廣泛。